# Andrea Di Martino
Andrea Di Martino (Misilmeri, 12 aprile 1926 – Palermo, 30 agosto 2009) è stato un botanico italiano.
Professore Ordinario di botanica della Università di Palermo, è stato direttore dell'Orto botanico di Palermo dal 1976 al 1990 e nuovamente dal 1996 al 1998.
È stato presidente della sezione siciliana della Società Botanica Italiana.
In suo onore è stata descritta Scilla dimartinoi.

## Alcune opere
- Francesco Maria Raimondo, Andrea Di Martino; Pietro Mazzola, L'Orto Botanico di Palermo. La flora dei tropici nel cuore del Mediterraneo, Palermo, Arbor, 1993, ISBN 88-86325-02-9.
- Di Martino A, Marcerò C, Raimondo FM (1977). Sintesi degli studi condotti sulla vegetazione delle Madonie. Giornale botanico italiano, 111(1977), n. 6.